# Be my Valentine! (Anti-crisis Girl)

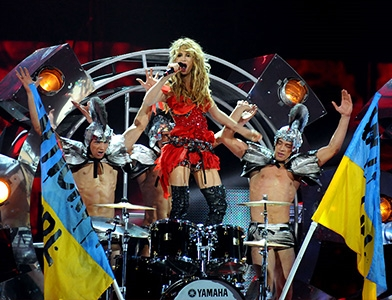
Svetlana Loboda en el Festival de la Canción de Eurovisión 2009.

«Be my Valentine! (Anti-Crisis Girl)» (originalmente titulada únicamente Be my Valentine) es una canción interpretada por la cantante ucraniana Svetlana Loboda que representó a su país en el Festival de la Canción de Eurovisión 2009 en Moscú, Rusia.
La canción también tiene una versión en ruso llamada: Paren, Ti NiCHo (Парень, Ты НиЧё!).

## Festival de la Canción de Eurovisión 2009
La canción compitió en la segunda semifinal el 14 de mayo de 2009 donde fue interpretada en el puesto número 17 tras Kejsi Tola de Albania con "Carry Me In Your Dreams" y antes de Urban Symphony de Estonia con "Rändajad". La canción logró clasificarse gracias al apoyo del televoto para la final, donde acabó en la posición número 12 con 76 puntos.

## Vídeo
El video musical, publicado a finales de marzo no fue una creación original, sino una combinación de tres vídeos de sencillos anteriores de la cantante, "Mishka", "Postoy Muschina" y "Ne Macho", y, por tanto, es normal no ver a Svetlana cantar la letra de su canción.

## Listas de éxitos
| Lista de éxitos (2009)        | Posición más alta |
| ----------------------------- | ----------------- |
| Europe Official Top 100       | 60                |
| Greek Billboard Singles Chart | 9                 |
| Russian Airplay Chart         | 114               |
| Swedish Singles Chart         | 46                |
| Ukrainian Airplay Chart       | 1                 |
| UK Singles Chart              | 167               |

| Predecesor: "Shady lady" Ani Lorak | Ucrania en el Festival de Eurovisión 2009 | Sucesor: "Sweet people" Alyosha |

- Datos: Q2605199